# 溪洲堡
溪洲堡，是台灣中南部自清治時期至日治初期的一個行政區劃，其範圍包括今雲林縣的莿桐鄉中東部、斗六市北部及林內鄉西北部。
溪洲堡北邊為東螺西堡、東螺東堡，東邊及南邊為斗六堡，西南邊為他里霧堡，西邊為西螺堡。

## 管轄街庄
溪洲堡共轄7個庄：
- 今莿桐鄉境內：樹仔腳庄、湖仔內庄、蔴園庄、大埔尾庄、新仔庄（西部）
- 今斗六市境內：竹圍仔庄
- 今林內鄉境內：烏塗仔庄、新庄仔庄（東部）